# Ladoix-Serrigny
Ladoix-Serrigny és un municipi francès, situat al departament de la Costa d'Or i a la regió de Borgonya - Franc Comtat. L'any 2007 tenia 1.706 habitants.

## Demografia

### Població
El 2007 la població de fet de Ladoix-Serrigny era de 1.706 persones. Hi havia 639 famílies, de les quals 124 eren unipersonals (52 homes vivint sols i 72 dones vivint soles), 200 parelles sense fills, 255 parelles amb fills i 60 famílies monoparentals amb fills.
La població ha evolucionat segons el següent gràfic:
Habitants censats

### Habitatges
El 2007 hi havia 695 habitatges, 643 eren l'habitatge principal de la família, 15 eren segones residències i 37 estaven desocupats. 625 eren cases i 66 eren apartaments. Dels 643 habitatges principals, 485 estaven ocupats pels seus propietaris, 144 estaven llogats i ocupats pels llogaters i 15 estaven cedits a títol gratuït; 7 tenien una cambra, 38 en tenien dues, 94 en tenien tres, 174 en tenien quatre i 331 en tenien cinc o més. 490 habitatges disposaven pel capbaix d'una plaça de pàrquing. A 248 habitatges hi havia un automòbil i a 348 n'hi havia dos o més.

### Piràmide de població
La piràmide de població per edats i sexe el 2009 era:
| Homes | Edats   | Dones |
| ----- | ------- | ----- |
| 4     | 95 o +  | 4     |
| 4     | 90 a 94 | 0     |
| 4     | 85 a 89 | 0     |
| 12    | 80 a 84 | 12    |
| 20    | 75 a 79 | 24    |
| 32    | 70 a 74 | 28    |
| 24    | 65 a 69 | 56    |
| 40    | 60 a 64 | 24    |
| 16    | 55 a 59 | 44    |
| 56    | 50 a 54 | 40    |
| 72    | 45 a 49 | 56    |
| 72    | 40 a 44 | 64    |
| 40    | 35 a 39 | 52    |
| 80    | 30 a 34 | 72    |
| 80    | 25 a 29 | 72    |
| 44    | 20 a 24 | 28    |
| 60    | 15 a 19 | 76    |
| 44    | 10 a 14 | 68    |
| 52    | 5 a 9   | 56    |
| 80    | 0 a 4   | 60    |

## Economia
El 2007 la població en edat de treballar era de 1.103 persones, 871 eren actives i 232 eren inactives. De les 871 persones actives 801 estaven ocupades (409 homes i 392 dones) i 70 estaven aturades (33 homes i 37 dones). De les 232 persones inactives 78 estaven jubilades, 91 estaven estudiant i 63 estaven classificades com a «altres inactius».

### Ingressos
El 2009 a Ladoix-Serrigny hi havia 678 unitats fiscals que integraven 1.840 persones, la mediana anual d'ingressos fiscals per persona era de 19.484 €.

### Activitats econòmiques
Dels 97 establiments que hi havia el 2007, 2 eren d'empreses extractives, 2 d'empreses alimentàries, 1 d'una empresa de fabricació de material elèctric, 14 d'empreses de fabricació d'altres productes industrials, 8 d'empreses de construcció, 27 d'empreses de comerç i reparació d'automòbils, 3 d'empreses de transport, 6 d'empreses d'hostatgeria i restauració, 1 d'una empresa financera, 7 d'empreses immobiliàries, 11 d'empreses de serveis, 7 d'entitats de l'administració pública i 8 d'empreses classificades com a «altres activitats de serveis».
Dels 22 establiments de servei als particulars que hi havia el 2009, 1 era una oficina de correu, 1 una oficina bancària, 4 tallers de reparació d'automòbils i de material agrícola, 2 guixaires pintors, 2 fusteries, 1 lampisteria, 1 electricista, 1 empresa de construcció, 5 perruqueries, 1 veterinari i 3 restaurants.
Dels 3 establiments comercials que hi havia el 2009, 1 era una botiga de més de 120 m², 1 una botiga de menys de 120 m² i 1 una joieria.
L'any 2000 a Ladoix-Serrigny hi havia 29 explotacions agrícoles que ocupaven un total de 820 hectàrees.

## Equipaments sanitaris i escolars
L'únic equipament sanitari que hi havia el 2009 era una farmàcia.
El 2009 hi havia 1 escola maternal i 1 escola elemental integrada dins d'un grup escolar amb les comunes properes formant una escola dispersa.

## Poblacions més properes
El següent diagrama mostra les poblacions més properes.